# Tiempo después
Tiempo después es una película española de 2018  basada en la novela homónima de José Luis Cuerda, quien dirige esta adaptación. Es una película coral en cuyo reparto cuenta, entre otros, con la presencia de Blanca Suárez, Roberto Álamo, Antonio de la Torre, Carlos Areces, Nerea Camacho, Miguel Herrán, Secun de la Rosa, Manolo Solo, Gabino Diego, Joaquín Reyes, Raúl Cimas, Miguel Rellán, Martín Caparrós, Berto Romero, María Ballesteros, Pepe Ocio, Daniel Pérez Prada, César Sarachu, Luis Perezagua y Arturo Valls, que además ejerce de productor de la película junto a Félix Tusell. Esta película completa la tetralogía iniciada en 1981 con el mediometraje Total, a la cual continuaron Amanece, que no es poco (1988) y Así en el cielo como en la tierra (1995).

## Argumento

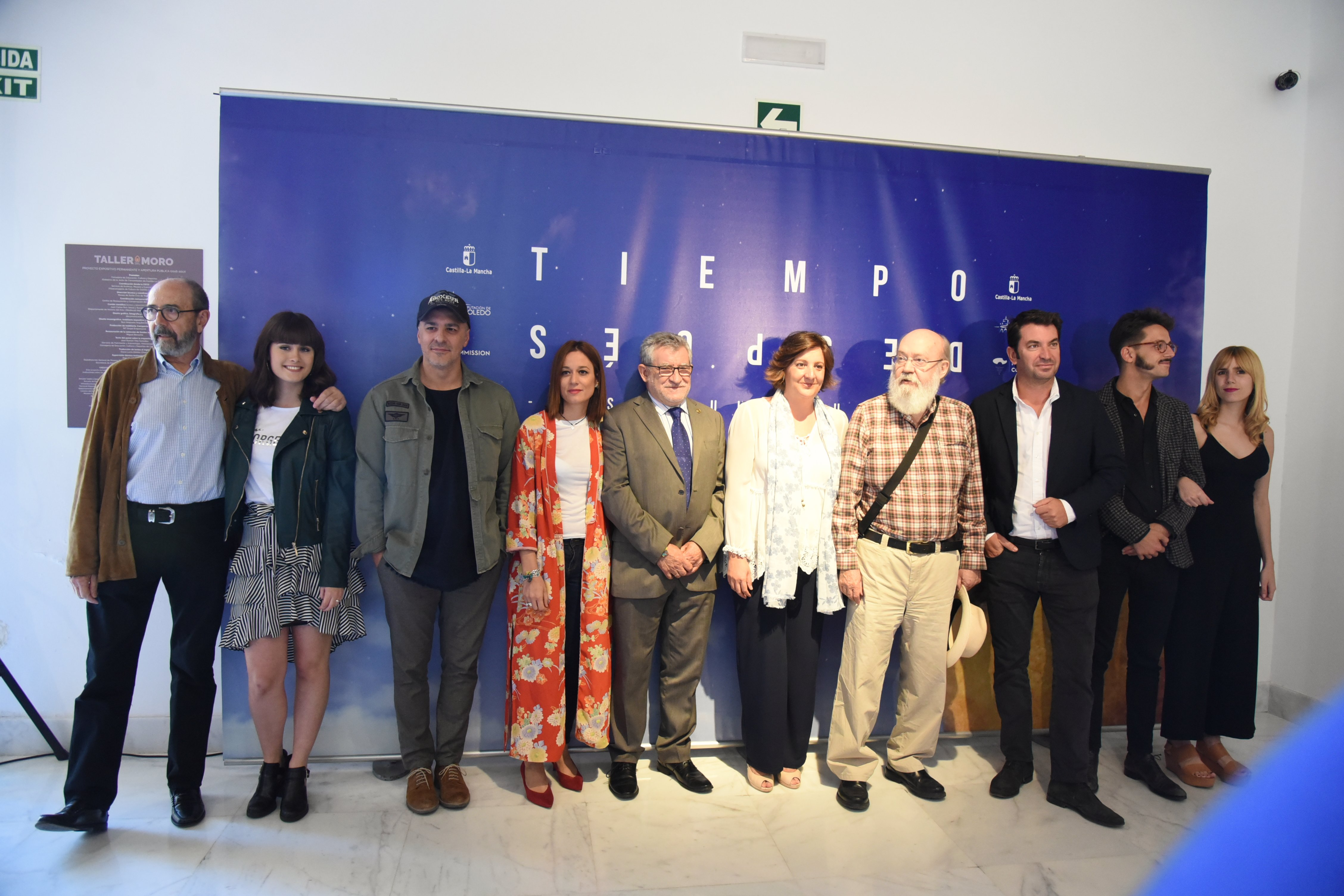
El director y parte del reparto durante la presentación de la película en Toledo

Año 9177 (mil años arriba o abajo), en un futuro postapocalíptico. El mundo entero se ha visto reducido a un edificio y unas afueras. En el edificio vive el "establishment", las fuerzas vivas, y en las afueras miles y miles de parados.

## Reparto
- Blanca Suárez - Méndez
- Roberto Álamo - José María
- Antonio de la Torre - Padre Miñarro
- Carlos Areces - Eufemiano
- Nerea Camacho - Margarita
- Miguel Herrán - Ray
- Secun de la Rosa - Pastrana
- Manolo Solo - Alcalde
- Gabino Diego - Rey
- Joaquín Reyes - Arriondas
- Raúl Cimas - Pozueco
- Miguel Rellán - Don Alfonso
- Martín Caparrós - Zalduendo
- Berto Romero - Agustín
- María Ballesteros - Sor Sacramento
- Pepe Ocio - Fray Vicente
- Daniel Pérez Prada - Morris
- César Sarachu - Galbarriato
- Luis Perezagua - Victoriano
- Arturo Valls - Justo
- Javier Bódalo - Ángel Luis
- Iñaki Ardanaz - Florián
- Saturnino García - Pastor
- Joan Pera - Don Faustino
- Estefanía de los Santos - Mujer del alcalde
- Fernando González - Pacheco
- Marcos Zan - Li
- María Caballero - Isabel
- Nacho López - Cliente barbería
- Andreu Buenafuente - Hortensio Zumalacaguerri
- Eva Hache - Sara Gutemberg

## Estreno
La película se estrenó en cines en España el 28 de diciembre de 2018.

## Canciones
- Joaquín Sabina - Tiempo después